# Crotonogyne poggei
Crotonogyne poggei är en törelväxtart som beskrevs av Ferdinand Albin Pax. Crotonogyne poggei ingår i släktet Crotonogyne och familjen törelväxter. Inga underarter finns listade i Catalogue of Life.